# Гусаго
Гуса̀го (на италиански: Gussago, на източноломбардски: Ghœsach, Гьосак) е град и община в Северна Италия, провинция Бреша, регион Ломбардия. Разположено е на 190 m надморска височина. Населението на общината е 16 756 души (към 2013 г.).